# Capusa senilis
Espèce
Synonymes
- Chlenias umbraticaria Guenée, 1857[2]

Capusa senilis est une espèce de lépidoptères de la famille des Geometridae qui se rencontre dans le quart Sud-Est de l'Australie.

## Galerie

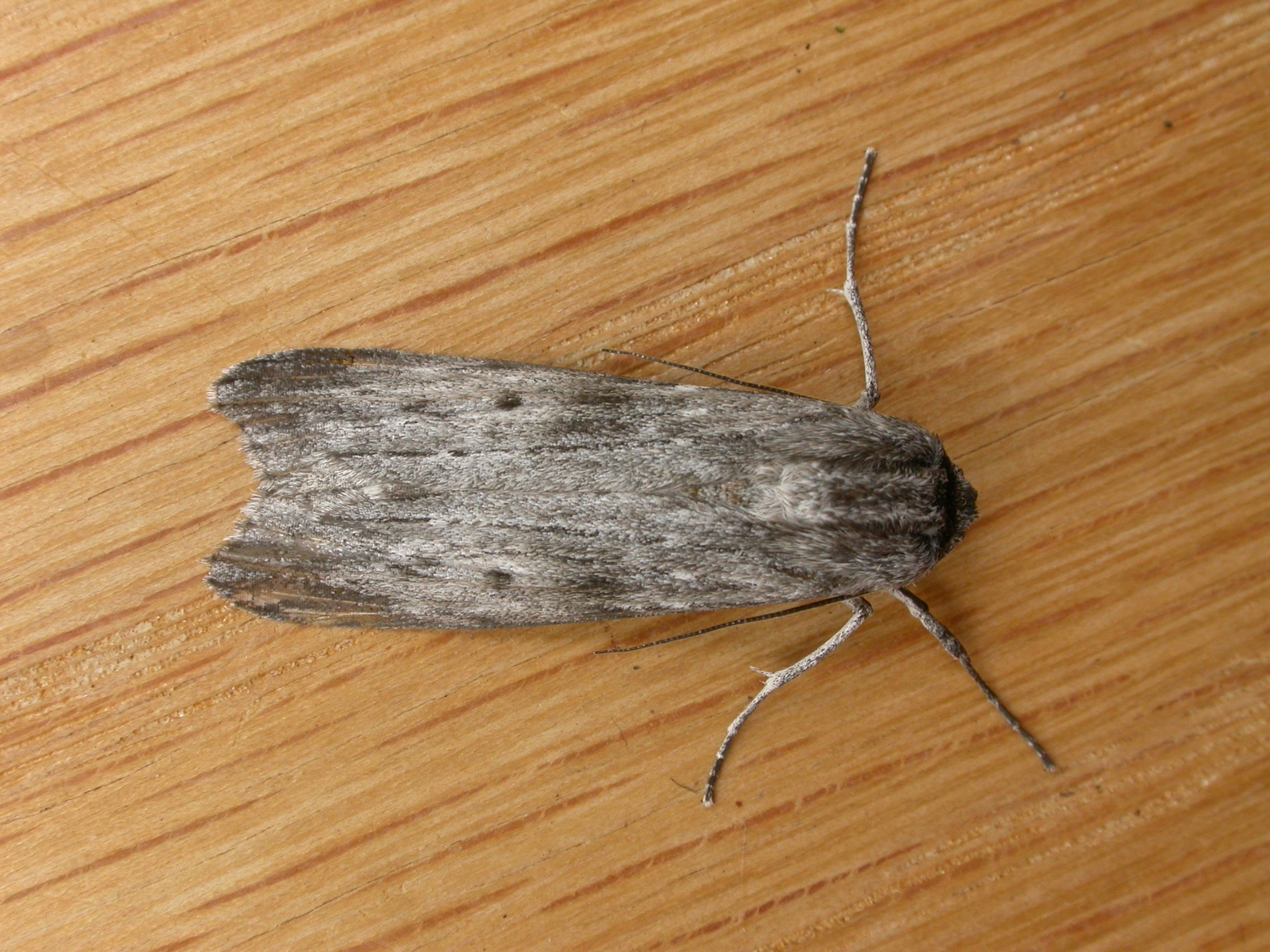
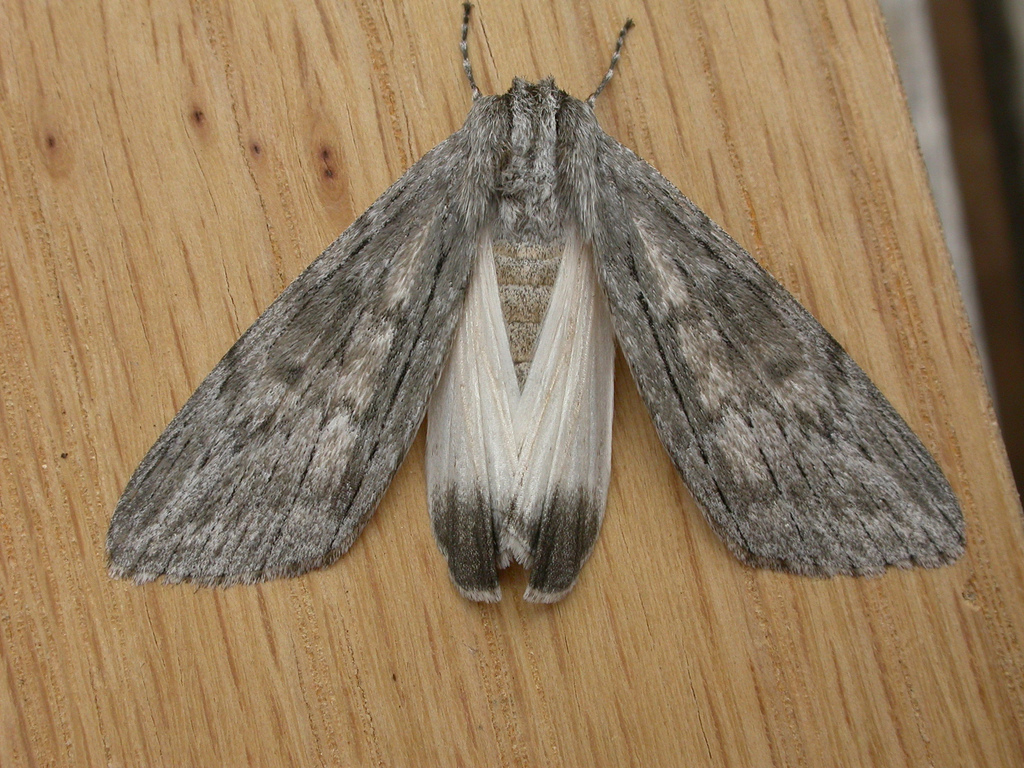